# Попченко, Александр Михайлович
Александр Михайлович Попченко (1929 — 1992) — передовик советской строительной отрасли, бригадир комплексной бригады Шахтёрского строительного управления треста «Сахалиншахтострой» Сахалинского совнархоза, Герой Социалистического Труда (1958).

## Биография
Родился в 1929 году в селе Владимировка Черлакского района, ныне Омской области. В 1943 году во время Великой Отечественной войны начал свою трудовую деятельность в колхозе в Омской области. 
В 1949 году стал трудиться плотником, а с 1953 года бригадир комплексной комсомольско-молодёжной бригады Шахтёрского строительного управления треста "Сахалиншахстрой" в Углегорском районе Сахалинской области.  
Всегда отличался высоким профессионализмом, выполнял самые сложные строительные работы. Очень быстро осваивал новые методики в строительстве новых объектов для шахтёров. 
Указом Президиума Верховного Совета СССР от 9 августа 1958 года за выдающиеся успехи достигнутые в строительстве и промышленности строительных материалов Александру Михайловичу Попченко присвоено звание Героя Социалистического Труда с вручением ордена Ленина и золотой медали «Серп и Молот».
Продолжал трудиться на строительстве объектов. Позже работал мастером, директором учебного пункта производственного обучения треста "Сахалинтрансстрой". Работал также директором Южно-Сахалинского ПТУ №3. 
Избирался депутатом Сахалинского областного (1959) и Углегорского городского советов депутатов. Был членом Углегорского горкома КПСС. 
Проживал в городе Южно-Сахалинске. Умер в 1992 году. Похоронен на городском кладбище №2 "Ласточка". 

## Награды
За трудовые успехи удостоен:
- золотая звезда «Серп и Молот» (09.08.1958)
- орден Ленина (09.08.1958)
- другие медали.